# 聖哈維爾縣 (米西奧內斯省)

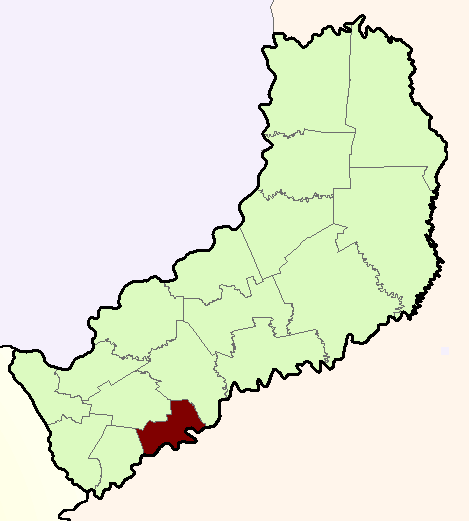

27°52′26″S 55°8′6″W / 27.87389°S 55.13500°W
聖哈維爾縣（西班牙語：Departamento San Javier），是阿根廷的縣份，位於該國東北部米西奧內斯省，首府設於聖哈維爾，面積536平方公里，每年平均降雨量1,280毫米，2010年人口20,906，人口密度每平方公里39人。